# مسجد والده سلطان پرتونهال
مسجد والده سلطان پرتونهال (ترکی استانبولی: Pertevniyal Valide Sultan Camii) همچنین به عنوان مسجد والده سلطان آق‌سرای نیز شناخته می‌شود مسجدی سلطنتی عثمانی در استانبول است. در تقاطع خیابان اردو و بلوار آتاتورک در محله آق‌سرای واقع شده‌است. همچنین در کنار دبیرستان پرتونهال (ترکی: Pertevniyal Lisesi) واقع شده‌است که به دستور والده سلطان پرتونهال ساخته شده‌است.